# Collegio uninominale Puglia - 07 (Camera dei deputati 2017)
Il collegio elettorale uninominale Puglia - 07 è stato un collegio elettorale uninominale della Repubblica Italiana per l'elezione della Camera dei deputati tra il 2017 ed il 2022.

## Territorio
Come previsto dalla legge elettorale italiana del 2017, il collegio era stato definito tramite decreto legislativo all'interno della circoscrizione Puglia.
Era formato dal territorio di 18 comuni: Arnesano, Campi Salentina, Carmiano, Cavallino, Guagnano, Lecce, Lequile, Lizzanello, Monteroni di Lecce, Novoli, Salice Salentino, San Cesario di Lecce, San Donato di Lecce, San Pietro in Lama, Squinzano, Surbo, Trepuzzi e Veglie.
Il collegio era quindi interamente compreso nella provincia di Lecce.
Il collegio era parte del collegio plurinominale Puglia - 02.

## Eletti
| Elezione | Elezione | Deputato      | Partito             |
| -------- | -------- | ------------- | ------------------- |
|          | 2018     | Michele Nitti | Movimento 5 Stelle  |
|          | 2020     | Michele Nitti | Partito Democratico |

## Dati elettorali

### XVIII legislatura
Come previsto dalla legge elettorale, 232 deputati erano eletti con sistema a maggioranza relativa in altrettanti collegi uninominali a turno unico.
| Candidati              | Candidati               | Voti    | %     | Liste                    | Voti    | %     |
| ---------------------- | ----------------------- | ------- | ----- | ------------------------ | ------- | ----- |
|                        | Michele Nitti ✔️ Eletto | 57 953  | 40,05 | Movimento 5 Stelle       | 57 953  | 40,05 |
|                        | Saverio Congedo         | 48 373  | 33,43 | Forza Italia             | 22 397  | 15,48 |
| Lega                   | Saverio Congedo         | 48 373  | 33,43 | 10 404                   | 7,19    |       |
| Fratelli d'Italia      | Saverio Congedo         | 48 373  | 33,43 | 8 865                    | 6,13    |       |
| Noi con l'Italia - UDC | Saverio Congedo         | 48 373  | 33,43 | 6 707                    | 4,64    |       |
|                        | Salvatore Capone        | 25 699  | 17,76 | Partito Democratico      | 21 106  | 14,59 |
| +Europa                | Salvatore Capone        | 25 699  | 17,76 | 3 085                    | 2,13    |       |
| Italia Europa Insieme  | Salvatore Capone        | 25 699  | 17,76 | 1 211                    | 0,84    |       |
| Civica Popolare        | Salvatore Capone        | 25 699  | 17,76 | 387                      | 0,27    |       |
|                        | Alberto Colucci         | 6 305   | 4,36  | Liberi e Uguali          | 6 305   | 4,36  |
|                        | Serena Grasso           | 2 187   | 1,51  | CasaPound                | 2 187   | 1,51  |
|                        | Fabio De Nardis         | 2 104   | 1,45  | Potere al Popolo!        | 2 104   | 1,45  |
|                        | Francesco Trinchera     | 631     | 0,44  | Partito Comunista        | 631     | 0,44  |
|                        | Carlo Barbano           | 624     | 0,43  | Il Popolo della Famiglia | 624     | 0,43  |
|                        | Donatella Parata        | 350     | 0,24  | Italia agli Italiani     | 350     | 0,24  |
|                        | Francesca Cortese       | 188     | 0,13  | 10 Volte Meglio          | 188     | 0,13  |
|                        | Ennio Carrozzini        | 183     | 0,13  | Partito Valore Umano     | 183     | 0,13  |
|                        | Antonio De Santis       | 98      | 0,07  | PRI - ALA                | 98      | 0,07  |
| Totale                 | Totale                  | 144 695 | 100   |                          | 144 695 | 100   |
|                        |                         |         |       |                          |         |       |
| Voti non validi        | Voti non validi         | 5 416   | 3,61  |                          |         |       |
| Votanti                | Votanti                 | 150 111 | 70,16 |                          |         |       |
| Elettori               | Elettori                | 213 948 |       |                          |         |       |